# Флаг острова Святой Елены
Государственный флаг острова Святой Елены — принят 4 октября 1984 года.
Флаг представляет собой синее полотнище с соотношением сторон 1:2, в левом верхнем углу изображён флаг Великобритании, в правой половине отцентрирован герб Острова Святой Елены. На нём изображён корабль и зуёк острова Святой Елены — эндемик острова.
Флаг острова Святой Елены не используется, за редким исключением, на входящих в ту же заморскую территорию Великобритании острове Вознесения и архипелаге Тристан-да-Кунья.